# Jan Vanáč
Jan Vanáč (* 21. července 1963 Pardubice) je český politik a lékař, od roku 2006 radní a zastupitel města Lázně Bohdaneč, bývalý lékař české hokejové reprezentace.

## Život
Vystudoval medicínu, je specialistou v oboru chirurgie a sportovní medicíny. V minulosti byl primářem oddělení úrazové chirurgie v krajské Nemocnici Pardubice, působil také jako lékař české hokejové reprezentace. Řadu let je klubovým lékařem pardubického extraligového hokejového klubu (v současnosti HC Dynamo Pardubice).
Pracuje jako lékař v Poradně pro sportovní traumatologii při Chirurgickém oddělení Nemocnice Pardubického kraje a rovněž jako lékař na Poliklinice Vektor, která provádí služby chirurgické ambulance a poradny pro sportovce. Od roku 2015 rovněž soukromě podniká.
Jan Vanáč žije ve městě Lázně Bohdaneč na Pardubicku.

## Politické působení
Do komunální politiky vstoupil, když byl jako nestraník za hnutí Nestraníci zvolen z pozice lídra na kandidátce subjektu "Koalice pro Lázně Bohdaneč, Sdružení politického hnutí Nestraníci a nezávislých kandidátů" v komunálních volbách v roce 2006 zastupitelem města Lázně Bohdaneč. Funkci městského zastupitele obhájil ve volbách v roce 2010, když jako nezávislý vedl kandidátku sdružení nezávislých kandidátů. Ve volbách v roce 2014 pak uspěl jako nezávislý na kandidátce sdružení nezávislých kandidátů "Lázeňské město kultury a sportu". Již od roku 2006 je také radním města.
V krajských volbách v roce 2016 měl být lídrem kandidátky STAN v Pardubickém kraji. V červnu 2016 však odstoupil z čela kandidátky z pracovních a rodinných důvodů, na pozici lídra jej tak nahradila Hana Štěpánová.
Dne 17.10. 2016 řídil v opilosti automobil a havaroval. Při dechové zkoušce mu bylo naměřeno přes 3 promile alkoholu v dechu.